# Liste des ministres italiens de la Défense
Cet article dresse la liste des ministres italiens de la Défense depuis la création du ministère, en 1947. 
Le ministre actuel est Guido Crosetto, nommé le 22 octobre 2022 par le président de la République, Sergio Mattarella, sur proposition de la présidente du Conseil des ministres, Giorgia Meloni.

## Liste
| Ministre (Naissance-Décès)                  | Ministre (Naissance-Décès)                  | Mandat                              | Parti | Parti        | Gouvernement        |
| ------------------------------------------- | ------------------------------------------- | ----------------------------------- | ----- | ------------ | ------------------- |
|                                             | Luigi Gasparotto (1873-1954)                | 4 février 1947 – 31 mai 1947        |       | PDL          | De Gasperi III      |
|                                             | Mario Cingolani (1883-1971)                 | 31 mai 1947 – 15 décembre 1947      |       | DC           | De Gasperi IV       |
|                                             | Cipriano Facchinetti (1889-1952)            | 15 décembre 1947 – 23 mai 1948      |       | PRI          | De Gasperi IV       |
|                                             | Randolfo Pacciardi (1899–1991)              | 23 mai 1948 – 7 juillet 1953        |       | PRI          | De Gasperi V·VI·VII |
|                                             | Giuseppe Codacci Pisanelli (en) (1913–1999) | 7 juillet 1953 – 2 août 1953        |       | DC           | De Gasperi VIII     |
|                                             | Paolo Emilio Taviani (1912-2001)            | 17 août 1953 – 1er juillet 1958     |       | DC           | Pella               |
| Fanfani I                                   | Paolo Emilio Taviani (1912-2001)            | 17 août 1953 – 1er juillet 1958     |       | DC           |                     |
| Scelba                                      | Paolo Emilio Taviani (1912-2001)            | 17 août 1953 – 1er juillet 1958     |       | DC           |                     |
| Segni I                                     | Paolo Emilio Taviani (1912-2001)            | 17 août 1953 – 1er juillet 1958     |       | DC           |                     |
| Zoli                                        | Paolo Emilio Taviani (1912-2001)            | 17 août 1953 – 1er juillet 1958     |       | DC           |                     |
|                                             | Antonio Segni (1891-1972)                   | 1er juillet 1958 – 15 février 1959  |       | DC           | Fanfani II          |
|                                             | Giulio Andreotti (1919-2013)                | 15 février 1959 – 23 février 1966   |       | DC           | Segni II            |
| Tambroni                                    | Giulio Andreotti (1919-2013)                | 15 février 1959 – 23 février 1966   |       | DC           |                     |
| Fanfani III·IV                              | Giulio Andreotti (1919-2013)                | 15 février 1959 – 23 février 1966   |       | DC           |                     |
| Leone I                                     | Giulio Andreotti (1919-2013)                | 15 février 1959 – 23 février 1966   |       | DC           |                     |
| Moro I·II                                   | Giulio Andreotti (1919-2013)                | 15 février 1959 – 23 février 1966   |       | DC           |                     |
|                                             | Roberto Tremelloni (1900-1987)              | 23 février 1966 – 24 juin 1968      |       | PSDI         | Moro III            |
|                                             | Luigi Gui (1914-2010)                       | 24 juin 1968 – 23 mars 1970         |       | DC           | Leone II            |
| Rumor I·II                                  | Luigi Gui (1914-2010)                       | 24 juin 1968 – 23 mars 1970         |       | DC           |                     |
|                                             | Mario Tanassi (1918-2007)                   | 27 mars 1970 – 17 février 1972      |       | PSDI         | Rumor III           |
| Colombo                                     | Mario Tanassi (1918-2007)                   | 27 mars 1970 – 17 février 1972      |       | PSDI         |                     |
|                                             | Franco Restivo (1911-1976)                  | 17 février 1972 – 16 juin 1972      |       | DC           | Andreotti I         |
|                                             | Mario Tanassi (1918-2007)                   | 26 juillet 1972 – 14 mars 1974      |       | PSDI         | Andreotti II        |
| Rumor IV                                    | Mario Tanassi (1918-2007)                   | 26 juillet 1972 – 14 mars 1974      |       | PSDI         |                     |
|                                             | Giulio Andreotti (1919-2013)                | 14 mars 1974 – 23 novembre 1974     |       | DC           | Rumor V             |
|                                             | Arnaldo Forlani (né en 1925)                | 23 novembre 1974 – 29 juillet 1976  |       | DC           | Moro IV·V           |
|                                             | Vito Lattanzio (1926-2010)                  | 29 juillet 1976 – 18 septembre 1977 |       | DC           | Andreotti III       |
|                                             | Attilio Ruffini (né en 1925)                | 18 septembre 1977 – 14 janvier 1980 |       | DC           | Andreotti III·IV·V  |
| Cossiga I                                   | Attilio Ruffini (né en 1925)                | 18 septembre 1977 – 14 janvier 1980 |       | DC           |                     |
|                                             | Adolfo Sarti (1928-1992)                    | 14 janvier 1980 – 4 avril 1980      |       | DC           | Cossiga I           |
|                                             | Lelio Lagorio (1925-2017)                   | 4 avril 1980 – 4 août 1983          |       | PSI          | Cossiga II          |
| Forlani                                     | Lelio Lagorio (1925-2017)                   | 4 avril 1980 – 4 août 1983          |       | PSI          |                     |
| Spadolini I·II                              | Lelio Lagorio (1925-2017)                   | 4 avril 1980 – 4 août 1983          |       | PSI          |                     |
| Fanfani V                                   | Lelio Lagorio (1925-2017)                   | 4 avril 1980 – 4 août 1983          |       | PSI          |                     |
|                                             | Giovanni Spadolini (1925-1994)              | 4 août 1983 – 17 avril 1987         |       | PRI          | Craxi I·II          |
|                                             | Remo Gaspari (1921-2011)                    | 17 avril 1987 – 28 juillet 1987     |       | DC           | Fanfani VI          |
|                                             | Valerio Zanone (1936-2016)                  | 28 juillet 1987 – 22 juillet 1989   |       | PLI          | Goria               |
| De Mita                                     | Valerio Zanone (1936-2016)                  | 28 juillet 1987 – 22 juillet 1989   |       | PLI          |                     |
|                                             | Mino Martinazzoli (en) (1931-2011)          | 22 juillet 1989 – 27 juillet 1990   |       | DC           | Andreotti VI        |
|                                             | Virginio Rognoni (né en 1924)               | 27 juillet 1990 – 28 juin 1992      |       | DC           | Andreotti VI·VII    |
|                                             | Salvo Andò (en) (né en 1945)                | 28 juin 1992 – 28 avril 1993        |       | PSI          | Amato I             |
|                                             | Fabio Fabbri (en) (né en 1933)              | 28 avril 1993 – 10 mai 1994         |       | PSI          | Ciampi              |
|                                             | Cesare Previti (né en 1934)                 | 10 mai 1994 – 17 janvier 1995       |       | FI           | Berlusconi I        |
|                                             | Domenico Corcione (en) (1929-2020)          | 17 janvier 1995 – 17 mai 1996       |       | Indépendant  | Dini                |
|                                             | Beniamino Andreatta (1928-2007)             | 17 mai 1996 – 21 octobre 1998       |       | PPI          | Prodi I             |
|                                             | Carlo Scognamiglio (né en 1944)             | 21 octobre 1998 – 22 décembre 1999  |       | UDR (en)     | D'Alema I           |
|                                             | Sergio Mattarella (né en 1941)              | 22 décembre 1999 – 11 juin 2001     |       | PPI          | D'Alema II          |
| Amato II                                    | Sergio Mattarella (né en 1941)              | 22 décembre 1999 – 11 juin 2001     |       | PPI          |                     |
|                                             | Antonio Martino (1942-2022)                 | 11 juin 2001 – 17 mai 2006          |       | Forza Italia | Berlusconi II·III   |
|                                             | Arturo Parisi (né en 1940)                  | 17 mai 2006 – 8 mai 2008            |       | DL / PD      | Prodi II            |
|                                             | Ignazio La Russa (né en 1947)               | 8 mai 2008 – 16 novembre 2011       |       | PDL          | Berlusconi IV       |
|                                             | Giampaolo Di Paola (né en 1944)             | 16 novembre 2011 – 28 avril 2013    |       | Indépendant  | Monti               |
|                                             | Mario Mauro (né en 1961)                    | 28 avril 2013 – 22 février 2014     |       | SC / PpI     | Letta               |
|                                             | Roberta Pinotti (née en 1961)               | 22 février 2014 – 1er juin 2018     |       | PD           | Renzi               |
| Gentiloni                                   | Roberta Pinotti (née en 1961)               | 22 février 2014 – 1er juin 2018     |       | PD           |                     |
|                                             | Elisabetta Trenta (née en 1967)             | 1er juin 2018 – 5 septembre 2019    |       | M5S          | Conte I             |
|                                             | Lorenzo Guerini (né en 1966)                | 5 septembre 2019 – 22 octobre 2022  |       | PD           | Conte II            |
| Draghi                                      | Lorenzo Guerini (né en 1966)                | 5 septembre 2019 – 22 octobre 2022  |       | PD           |                     |
|                                             | Guido Crosetto (née en 1963)                | depuis le 22 octobre 2022           |       | FdI          | Meloni              |
| Titres successifs : - Défense (depuis 1947) |                                             |                                     |       |              |                     |